# Ambly-Fleury

Ambly-Fleury este o comună în departamentul Ardennes din nordul Franței. În 1 ianuarie 2022 avea o populație de 134 de locuitori.